# السرج
السرج قرية في منطقة معرة النعمان في محافظة إدلب في سورية.